# 屏東市 (省轄市)
屏東市（ピンドン/へいとう-し）は、かつて中華民国台湾省に存在した省轄市。

## 沿革
1945年（昭和20年/民国34年）10月25日、日本の敗戦に伴って台湾は中華民国国民政府に接収（台湾光復）され、台湾省が設置された。同年11月に台湾省の省轄市として屏東市が設置され、東・南・北・中の4区が設置された。
1946年（民国35年）4月、隣接する高雄県万丹郷・長興郷・九塊郷を編入し、万丹区・長治区・九如区が新設された。
1950年（民国39年）10月、「台湾省各県市地方自治実施綱要」の施行に伴い、台湾省全体で行政区画の大規模な改編が行われた。10月1日に屏東市は廃止され、高雄県から分離して新設された屏東県に編入された。翌1951年（民国40年）11月30日に東・南・北・中の4区が合併し、屏東県の県轄市としての屏東市が成立した。

## 歴代市長
| 代 | 氏名   | 就任           | 退任           |
| -- | ------ | -------------- | -------------- |
| 1  | 孔徳興 | 1945年9月1日   | 1945年11月26日 |
| 2  | 龔履端 | 1945年11月27日 | 1948年4月15日  |
| 3  | 何学帆 | 1948年4月16日  | 1951年4月30日  |